# كيرت أنغل
كيرت ستيفن أنغل (ولد 9 ديسمبر 1968) مصارع أمريكي محترف وممثل، فاز بأولمبياد 1996، يعمل حاليًا في شركة دبليو دبيلو اي، وفي هذه الشركة حصل على بطولة العالم للوزن الثقيل 3 مرات.
اشترك آنغل في المصارعة الغير احترافية في المدرسة الثانوية والجامعة وفاز بعدة جوائز، وبعد التخرج فاز بدوري 1995. نافس في أولمبيات 1996 في «المصارعة» وفاز بميدالية ذهبية للوزن الثقيل.
في البداية رفض آنغل الانضمام إلى شركة "اتحاد المصارعة العالمي" World Wrestling Federation أو (WWF)، في 1998 وقع عقدًا تستمر صلاحيته لعدة سنين، وبدأ بفوز مبارياته عندما حصل على بطولة «WWF الأوربية» وبطولة «WWF للقارت» في آن معًا، وبعد فترة وجيزة بدأ بمطاردة بطولة "WWF" وواصل اللعب في الأحداث الرئيسية أغسطس 2006 عندما انتهى العقد مع الشركة، وفي هذه الشركة كان بطل العالم 6 مرات (4 مرات بطل WWF/E، مرة واحدة بطل العالم للوزن الثقيل، ومرة واحدة بطل WCW) وكذلك كان بطل WCW للولايات المتحدة، بطل القارات، بطل المباريات الدموية وبطل العالم للفرق (مع كريس بنوا). وبالإضافة إلى ذلك كان الفائز في دوري «ملك الحلبة» The King Of The Ring سنة 2000.
بعد مغادرة WWE انضم آنقل إلى شركة توتال نون ستوب أكشن ريسلنغ TNA وكان ثاني رجل ليحصل على بطولات الشركة الثلاث في آن معًا، وبدأت زوجته «كارين آنغل» Karen Angle بمشاركته إلى الحلبة وتشجيعه.
قبل مهرجان رسلمانيا 2017 عاد كيرت أنجل إلى wwe ودخل قاعة المشاهير وقدمه جون سينا وبعد ذلك أصبح مدير عمليات راو

## مسيرته في مصارعة الهواة

### مسيرته في المصارعة الحرة

#### شركة Extreme Championship Wrestling الفترة (1996)
في 26 أكتوبر 1996، قام «شين دوغلاس» Shane Douglas بإقناع آنقل بالانضمام إلى عرض WCW -غير مباشر- High Incident، وشارك كضيف في التعليق على مباراة بين «تاز» Tazz و«ليتل غايدو» Little Guido، وغادر المبنى بعد أن قام «ريفن» Raven بالهجوم على «ساند مان» بمضرب ملفوف بسلك شائك. وخاف آنغل ان تسوء مسيرته المهنية بسبب هذا، فقام بمقاضاة مدير الشركة كي لا يعرض الحلقة. في 1997 بسبب الحادثة عمل آنغل كمعلق في شركة محلية.

### اتحاد المصاعة العالمي/المصارعة العالمية الترفيهية الفترة (1998-2006)

#### الفترة (1998-2000)
في أكتوبر 1998 سجل آنغل عقد مدته 8 سنوات مع الشركة، كان أول ظهور تلفزيوني له في الشركة في 7 مارس 1999 في حلقة من Sunday Night Heat. وكانت أول مباراة رسمية له مباراة غامضة (لا تعرض على التلفاز) وفاز فيها على «براين كرستوفر» Brain Christopher في 11 أبريل 1999، وفي الأشهر التالية صارع مباريات غامضة تحضيرًا لظهوره الأول على التلفاز.
قام آنغل بظهوره الأول في الحلبة في 14 نوفمبر 1999 بمهرجان «سرفايفور سيريس» Survivor Series وهزم «شون ستايسك» ِShawn Stasick وضل يفوز بدون انهزمات لمدة اسبوعين حتى هزمه «تاز» في مهرجان الرويال رمبل وكانت شخصيته في المصارعة تعتمد على أنه «البطل الأمريكي» متفاخرًا بالمدالية الذهبية. فاز آنقل ببطولتي WWF الأوربية والقارات في فبراير 2000 وخسر البطولتان في مباراة ثلاثية ضد كريس بنوا وكريس جيريكو في مهرجان «راسلمينيا» Wrestlemania 2000. خلال أوساط سنة 2000 تعادى فريق آنقل المكون من إيدج وكرستن ضد «توو كول» وركيشي، هزم آنغل ركيشي في نهائيات دوري ملك الحلبة، وثم تعادى مع تربل إتش وخسر ضده في مهرجان «أنفورقفن». فاز آنغل ببطولة WWF في مهرجان «نو ميرسي» No Mercy عندما هزم ذا روك بتدخل من ركيشي. واستطاع الدفاع عن بطولته بنجاح في مباراة من نوع الجحيم في زنزانة في مباراة سداسية في آرماغدون.

#### الفترة (2001-2002)
حافظ آنغل على بطولة WWF لمدة 4 شهر تقريبًا، حتى خسراها إلى «ذ روك» في مهرجان "No Way Out"، ثم تعادى مع «كريس بنوا» وهزمه في مهرجان راسلمينيا 17 ولكنه خسر في مباراة الثأر في «باكلاش» مباراة من نوع الرجل الحديدي "إخضاع فقط وكانت النتيجة 4-3 لصالح بنوا في مباراة «الموت المفاجئ» بوقت إضافي. واستكمل العداء في "Judjment Day" عندما هزم آنغل بنوا في مباراة سقطتان من ثلاث، كانت السقطة الأولى تثبيت (فاز بنوا بـ Olympic Slam) والسقطة الثانية اخضاع (فاز آنقل بالـ Ankle Lock) والثالثة مباراة درج (فاز بها آنغل بمساعدة «إيدج» و«كرستن»).
عندما تحالفت شركة WCW و ECW وحاولا القضاء على WWF أصبح آنغل محبوبًا من الجماهير عندما تحالف مع بطل WWF في ذلك الوقت ستيف أوستن لطردهم، تحالف آنقل وأوستن مع نجوم آخرين لمواجهة نجوم مختارين من قبل «الاتحاد المكون من ECW و WCW» وتواجه الفريقان في "Invation"، خسر فريق WWF عندما انقلب أوستن على فريقه وشارك فريق «الاتحاد» وقام بضربته القاضية Stone Cold Stunner على آنغل مما سمح للفريق الآخر بتثبيته والفوز. بعد الفوز والخسارة ببطولات WCW و WCW للولايات المتحدة و WCW للمباريات الدموية لأشخاص من فريق «الاتحاد»، هزم كرت آنغل ستيف أوستن في مهرجان أنفورقفن وفاز ببطولة WWF للمرة الثانية، ولكنه خسر اللقب مرة أخرى في 8 أكتوبر 2001 حلقة من راو عندما انضم «المفوض» ويليام ريغال إلى فريق «الاتحاد» وكلف آنغل الخسارة، حتى انضم آنقل نفسه إلى الاتحاد. في عرض راو تدخل آنغل في مباراة بين فنس مكمان وشين مكمان وساعد شين مكمان. في النهاية عاد للانضمام إلى WWF عندما ساعد ذ روك للفوز على ستيف أوستن في مهرجان سيرفايفر ساعد فريق wwe الفوز على فريق تحالف المكون من wcw وا ecw وعاد كيرت انجل مكروه كما عرفه الجماهير ودخل عادوه مره أخرى مع ستيف اوستن
دخل انجل عداوه مع إيدج بدأ العداء بينهما وكان إيدج هو الذي حول حسب نغمة الموسيقى إلى u suck أثناء دخول آنغل إلى الحلبة، وتواصلت هذه التشجيعات طول مسيرته في المصارعة العالمية الترفيهية خسر آنغل مباراة «شعر ضد شعر» (الخاسر يحلق شعره) لإيدج واضطر لحلق شعره. بدأ بلبس شعر مستعار حتى سحبه هولك هوغان فبدأ العداء بينهما وفاز آنغل بإخضاع في دوري ملك الحلبة.
في أكتوبر 2002 فاز آنغل ببطولة WWE للفرق مع كرس بنوا، كان الفريق ناجحًا ولكن ببعض المشاكل حيث كان الجدال كثيرًا بينهما، خسر الاثنان بطولتهما إلى إيدج وري ميستيريو في سماك داون، فاز آنغل ببطولة WWF الثالثة في آرماغدون عندما هزم بيج شو بمساعدة بروك ليسنر.
و أيضا في ذلك العام قد شارك في اليوم العالمي للربو عام 2001، وهذا كان عمل خيري منه، حيث تم تكريمه خارج المصارعة في نفس العام.

#### الفترة (2003-2004)

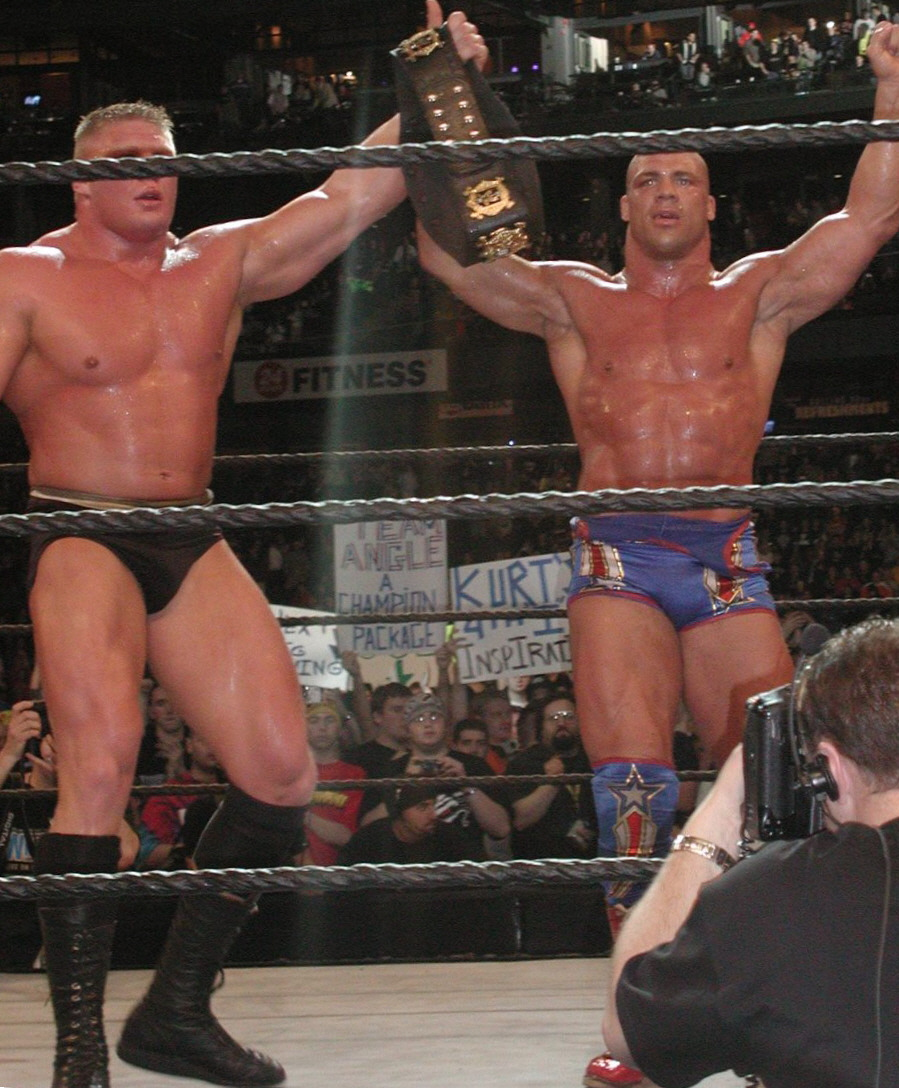
آنغل وبروك ليسنر بعد مباراتهما على بطولة WWE في راسلمينيا 19

بعدها بدأ العداء مع بروك ليسنر الذي فاز بمباراة الرويل رمبل 2003، ولأن ليسنر ادّعى أنه أفضل نجم في سماك داون، المباراة التي حصلت في رسل مينيا 19 كانت الأولى التي تجمع مصارعين لهما خبرة بمصارعة الهواة، خسر آنغل بطولة WWE إلى ليسنر في الحدث الرئيسي.
في 11 أبريل 2003 خضع آنغل لجراحة في الرقبة التي أثرت على العمود الفقري والأعصاب، وكان يحتاج 3 أشهر للشفاء الكلي. عاد آنغل كمصارع شريف ومحبوب من الجماهير في يونيو، وبعدها بقليل هزم بروك ليسنر وذ بج شو في مباراة ثلاثية للحصول على بطولة WWE، وخلال هذا الوقت كان ليسنر يشبه الحليف لآنغل. ولكنه كان يعمل بالسر مع فنس مكمان في حياكة مؤامرة على آنغل وأعلن ليسنر أنه لم يكن متسامحًا قط بسب خسارته لبطولته في الحدث. بعد أن حافظ آنغل على بطولته ضد ليسنر في مباراة فردية بمهرجان SummerSlam خسر آنغل البطولة في مباراة من نوع الرجل الحديدي في سماك داون. شكل آنغل فريق مكون من 5 لمواجهة فريق ليسنر في Survivor Series وتمكن من الفوز على ليسنر.
دخل آنغل في عداء مع إدي غوريرو. وفي مهرجان No Way Out فاز غوريرو على ليسنر ليحصل على بطولة WWE وفاز آنغل بمباراة فأصبح المنافس الأول للبطولة. وانقلب من شخصية الشريف إلى «الوغد» بفترة وجيزة بعد ذلك وكان يدعي أن «مدمنًا على المخدرات» مثل غوريرو لا يستحق أن يكون بطلاً، بعد أن خسر آنغل مباراة البطولة في رسل مينيا 20 بدأ آنغل بالمعاناة من مشاكل الرقبة مرة أخرى، وهكذا أصبح مدير سماك داون العام، وبسبب مغادرته الحلبة لمدة حصل على حركة Chockslam من ذ بج شو، وواصل العداء مع غوريرو خلال سنة 2004، وكلفه بطولة الـ WWE في مباراة ضد جون ليفيلد في The Great American Bash. وتم طرد آنغل لاحقًا من قبل فنس مكمان في يوليو 2004 وبعدها في عرض summerslam فاز انغل على ايدي جيريرو بالاستسلام angle lock وبعدها بشهر عاد المصارع العملاق بيغ شو وكون فريق مع ايدي جيريرو ضد كيرت انجل ومارك جندراك ولوثر رينز ولكن افسدت المباراة وقام كيرت انجل وفريقه بالضرب على بيغ شو وقامو بحلاقة شعره وفي no mercy فاز بيغ شو على انغل واستمرت عدواتهم حتى survivor series ليفوز فريق بيغ شو على فريق انجل
في نوفمبر 2004، استهل آنغل برنامج داخلي أسماه Kurt Angle Invitational وهو برنامج أسبوعي حيث يعد آنغل أنه سيعطي ميداليته الذهبية لأول شخص يستطيع أن يصمد معه أكثر من 3 دقائق في الحلبة. فاز Nick Dinsmore بالتحدي في يوليو 2005، وكنتيجة لذلك واجهه في SummerSlam وأجبره على الاستسلام من الإخضاع Akele Lock. وفي ديسمبر 2004 عاد مجددا ليواجه بيغ ولكن في مباراة من نوع handicap 3on1 واستطاع بيغ شو ان يثبت تفوقه عليه
في 4 نوفمبر 2004 في سماك داون تحدى آنغل الواصلين إلى النهائيات في تحدي تمرين squat thrust، وكان الفائز Chris Nawrocki وفاز بمباراة ضد آنغل وفاز آنغل بالمباراة

#### الفترة (2005-2006)

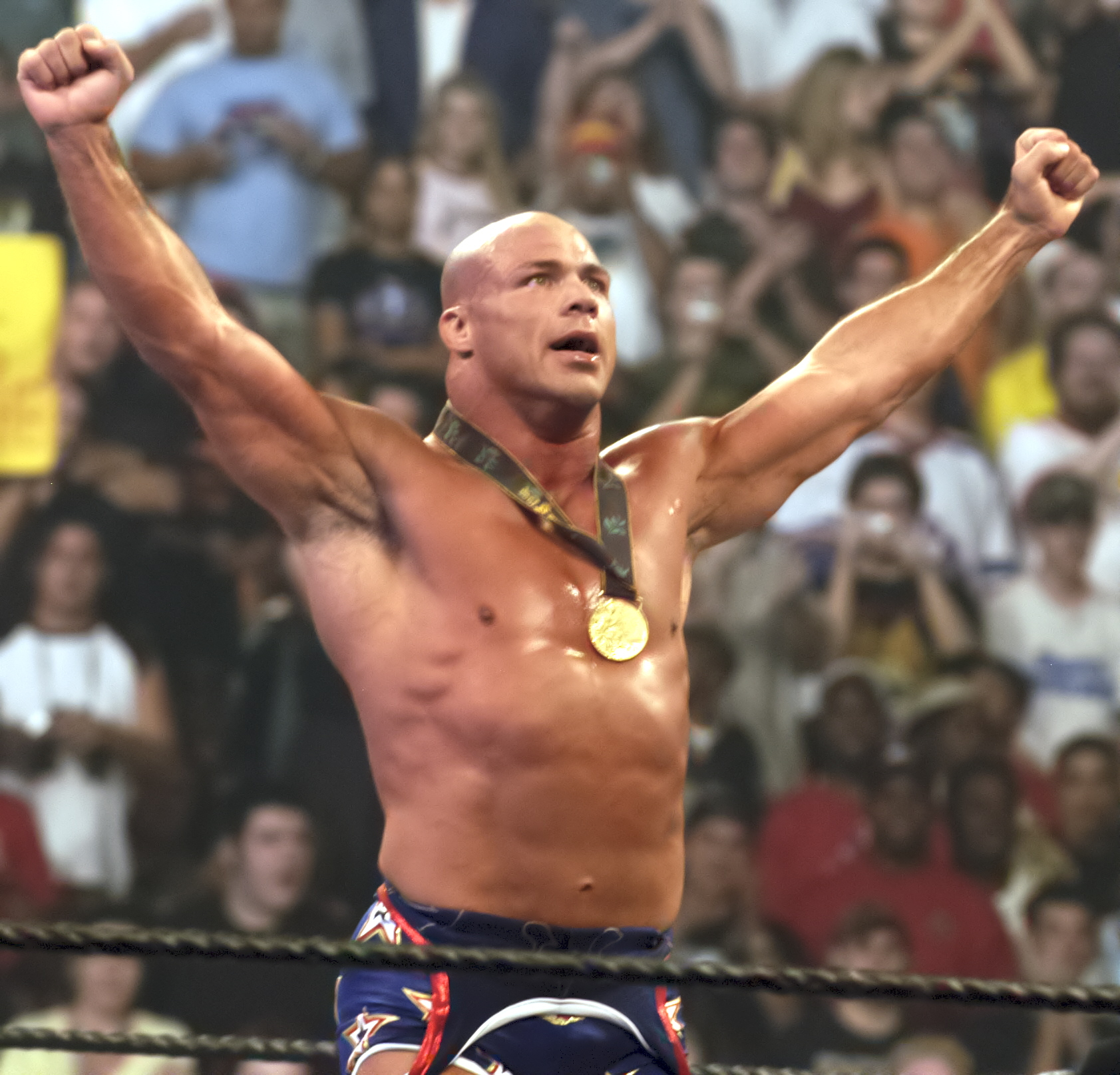
آنغل في الحلبة مع ميداليته الذهبية

في يناير 2005 اشترك آنغل في مباراة الرويال رمبل ولكن تم إقصاؤه بواسطة شون مايكلز، قام آنغل بالاستهزاء بمايكلز عندما هزم زميله السابق في الفريق Marty Jannetty وهاجم مديرة أعماله السابقة Sherri Martel. فاز آنغل على مايكلز في رسل مينيا 21 وكانت هذه المباراة أفضل مباراة في تلك السنة، وتواصل العداء حتى تم نقل آنغل من سماك داون إلى راو وخسر لمايكلز في Vengance. لاحقًا تحدى أنغل جون سينا لبطولة WWE في Unforgevin وفاز آنغل ولكن باستعباد (فلم تتبدل البطولة)، وكذلك تحداه في مباراة ثلاثية تشمل شون مايكلز، وفاز سينا بالمباراة.
عاد آنغل إلى قسم سماك داون في يناير 2006 وفاز بمباراة ملكية تشمل 20 شخصًا ليصبح بطل العالم للوزن الثقيل، فعاد ليكون شريفًا، ودافع عن لقبه بنجاح ضد مارك هنري. في royal rumble 2006 وبعد المباراة بفترة وجيزة قام الأندرتيكر بعودته وتحدى آنغل للبطولة، ولكن آنغل تمكن من الدفاع بنجاح في No Way Out عندما فاز على تيكر حتى خسر البطولة في مباراة ثلاثية تضمنت راندي أورتن وري ميستيريو في راسلمينيا 22. ولعب مباراة rematch ضد رايميستريو ولكن افسدت لتدخل راندي اورتن
في 29 مايو 2006 وفي الحدث السنوي الشهير في wwe draft تم نقل آنغل إلى القسم الجديد ECW وقام بتحدي مفتوح لـ One Night Stand وقبل راندي اورتن هذا التحدي، فاز آنغل بالمباراة ولكنه خسر في مباراة الثأر في Vengance. وثم تم تحرير آنغل من عقده مبكرًا مع WWE في سبتمبر 2006 ولعب اخر مباراة له امام سابو وفاز بDQ في ECW

### شركة TNA الفترة (2006-حاليًا)
==== الفترة (، وكان يواجه سموا جو الذي رفض التخلي عن بطولة NWA العالمية للوزن الثقيل (NWA World Heavyweight Championship) التي سرقها من جف جارت، انتهى الأمر بالإثنان يتقاتلان وقام جارت باستعادة حزامه. بعدها لعب آنغل دور المسيطر في مباراة من نوع "البطولة ضد المهنة (حيث إدا خسر Sting تنتهي مهنته) وكان هذا في Bound For Glory ضد جف جارت، قام آنغل بضرب الحكم وأخذ مكانه حتى نهاية المباراة. كانت أول مباراة لآنغل في 16 نوفمبر حلقة من امباكت، عندما هزم أبيس Abyss بواسطة الـ Ankle Lock وهاجمه سموا جو بعد المباراة، وفي مهرجان Genesis هزم آنغل سموا جو منهيًا بذلك مسيرته بدون انهزامات في TNA.
في مهرجان «فاينل رزلوشن Final Resolution» هزم آنغل سموا جو في مباراة الرجل الحديدي وكانت النتيجة 3-2 وحصل بذلك على فرصة لبطولة NWA العالمية للوزن الثقيل في مهرجان "Against All Odds" خسر آنغل هذه المباراة ضد كرستن كيج بسبب تدخل تامكو وسكوت شتاينير وقاد هذا إلى عداء بين آنغل وستاينر، وفاز آنغل عليه في مباراة بمهرجان "Destination X". بعد هذا الفوز أصبح قائدًا لفريق يتكون من 4 مصارعين آخرين لمواجهة فريق من اختيار كرستن في مباراة Leathal Lockdown بمهرجان Lock Down، واختار آنغل سموا جو، راينو، ستنق، وجف جارت. وقام كرستن باختيار ايجي ستايلز، سكوت شتاينير، تامكو، وأبيس والرجل الذي يقوم بالتثبيت يحصل فرصة على بطولة NWA العالمية ضد كرستن «ستنق ثبت بسماح جارت له». في مهرجان "Sacrifice" فاز آنغل في مباراة ثلاثية تشمل ستنق وكرستن كيج للفوز ببطولة NWA العالمية للوزن الثقيل (و لكن الاتحاد لا يعتبر هذه البطولة لمصلحة آنغل).
في الأسابيع التالية في امباكت بعد سماع الشكاوي من ستنق وكرستن كيج بسبب النهائية التي تثير الجدل قام «جم كورنيت» بسحب اللقب من آنغل. بعد شهر واحد في «سلامفيرسري Slammiversary» في مباراة ملك الجبل فاز آنغل ليصبح أول بطل TNA العالمي للوزن الثقيل TNA World Heavyweight champion عندما هزم كرستن كيج، سموا جو، ايجي ستايلز، وكريس هاريس بعدها هاجم جو بعد أن رفض مصافحته، وقلب هذا الهجوم آنغل إلى شخصية «الغشاش أو الوغد».
في مهرجان "Victory Road" قام الحائز الجديد على بطولة قسم الـ (×) TNA X Division Champion سموا جو بالاشتراك مع آنغل في الفريق لمواجهة أبطال الفرق العالميين TNA World Tag Team Champions «تيم ثري دي Team 3D»، وحسب القوانين كان الرجل الذي يقوم بالتثبيت يحصل على البطولة لوحدة فأصبح جو بطل الفرق بمفرده عندما ثبت «برذر ري Brother Ray». في الأسبوع التالي في امباكت قام جو (الذي كان يحمل بطولة قسم الـ (×) وبطولة الفرق) بتحدي آنغل (الذي كان يحمل بطولة العالم للوزن الثقيل وبطولة IWGP) لجميع البطولات في Hard Justice، فاز آنغل بالمباراة بمساعدة زوجته (كارين آنغل) وأصبح الرجل الأول في الشركة الذي يحمل كل البطولات في آن معًا. خسر آنغل بطولة قسم الـ (×) وبطولة الفرق لـ جاي ليثال وتيم كابمان. وفي Bound For Glory خسر بطولة العالم للوزن الثقيل إلى ستنق، ولكن عاد لربحها في 25 أكتوبر من امباكت.
اشترك آنغل في الفريق مع ايجي ستايلز وتامكو ليشكلو فريق «تحالف آنغل The Angle Alliance» في مهرجان Turning Point لمواجهة سموا جو، كفن ناش، وسكوت هول. كان منقولي

#### الفترة (2008-حاليًا)

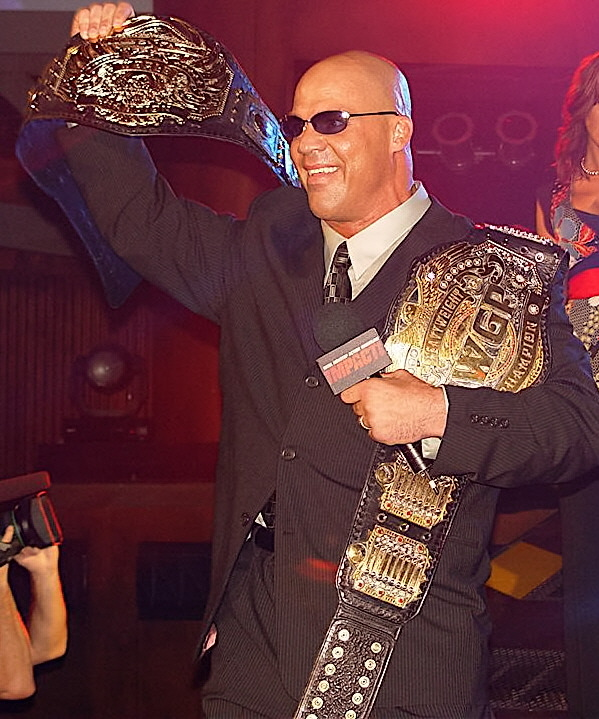
آنغل يحمل بطولة IWGP وبطولة TNA العالمية للوزن الثقيل

في مهرجان «فاينل رزلوشن» دافع آنغل بنجاح عن بطولة العالم للوزن الثقيل ضد كرستن كيج بسبب تدخل من ايجي ستايلز، ومرة أخرى في مهرجان "أقسينست أول أودز Against All Odds" بسبب تدخل من تامكو. في مهرجان "لوك داون Lock Down" خسر آنغل بطولة العالم للوزن الثقيل إلى سموا جو. وبعدها عانى من إصابة في الرقبة فخرج عن الأحداث لبعض الوقت. عاد في امباكت ليسأل عن زوجته "المبعدة" ليعودا معًا ولكن كارين رفضت العرض، لاحقًا تلك الليلة تعرض ايجي ستايلز إلى ضرب مبرح من قبل "تيم ثري دي، بوكر تي، وتامكو وانضم آنغل إلى هذه المجموعة عندما ضرب ايجي ستايلز بكرسي فولاذي. في مهرجان "سلامفيرسري Slammiversery" خسر آنغل لايجي ستايلز بسبب تدخل من كارين. في مهرجان "فكتوري رود Victory Road" فاز آنغل بمباراة مع تيم ثري دي ضد كرستن كيج، راينو، وايجي ستايلز. وفي مهرجان "هارد جستس Hard Justice" خسر مرة أخرى لايجي ستايلز في مباراة آخر رجل واقف، واستمر العداء حتى الأسبوع التالي في امباكت عندما خسر آنغل ميداليته الذهبية إلى ايجي في مباراة مصارعة هواة. في الأسبوع التالي تحداه إلى مباراة سلالم للميدالية الذهبية، عندما كان الاثنان على الدرج، انطفئت الأضواء واشتغلت موسيقى "جف جارت"، وعندما عادت الأضواء كان ايجي يحمل الإيتار المعهود وكسره على كرت آنغل ليفوز بالمباراة. بدأ آنغل العداء مع جف جارت بعد مهرجان "نو سرندر No Surrender" عندما ضرب جارت آنغل بالإيتار. في 2 أكتوبر امباكت أعلن "مك فولي" أنه سيكون المسيطر على مبارات آنغل وجف جارت في أكبر مهرجان بالسنة "باوند فوري قلوري Bound For Glory"، خسر آنغل لجارت عندما طبق مك فولي حركة الإخضاع Mandible Clow وثم ضربة الإيتار، بدأ آنغل بمهاجمة المصارعين عشوائيًا مطالبًا بمباراة ثأر.

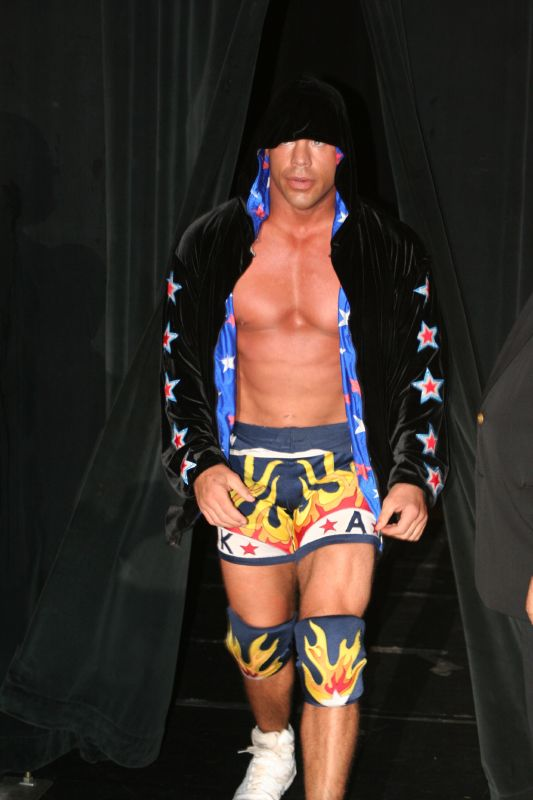
آنغل في TNA

بدأ آنغل فرقة من الأساطير مكونة من بوكر تي، كفن ناش، وستنق، وأسماها «مافيا الحدث الرئيس Main Event Mafia» وانضم سكوت شتاينير ألى الفرقة الأسبوع التالي. فاز آنغل على أبيس في مباراة سقوط في أي مكان بمرجان «تيرننق بوينت Turning Point». بعد أسبوع من تعذيب جف جارت لمنحه مباراة الثأر، أعطى جارت عرضًا لآنغل بأنه إذا هزم راينو في مهرجان «فاينل رزلوشن» سيعطيه مباراة الثأر وسيكون مك فولي المسيطر على المباراة. فاز آنغل بالمباراة بمساعدة «آل سنو» ليحصل آنغل على مباراة الثأر في «جنسس Gensis». وفي هذا الوقت كانت مافيا الحدث الرئيس في عداء مع فرقة «فرونت لاين» المكونة من (سموا جو، ايجي ستايلز، تيم ثري دي، راينو، جاي ليثال، إريك يونع، موتورستي مشينغنز، كونسكونسس كريد و ODB). في مهرجان «ساكرفايس Sacrifice» خسر آنغل مركز قيادته للمافيا لأحد أعضاءها ستنق. في مهرجان «سلامفيرسري» استعاد آنغل بطولة العالم للوزن الثقيل في مباراة الجبل بمساعدة سموا. في الأسبوع التالي استعاد آنغل مركز القيادة عندما انقلبت الفرقة على ستنق وأضافو سموا جو كأحدث عضو، واشترط على مك فولي أنه سيعطيه الفرصة للحصول على بطولة العالم للوزن الثقيل إذا أعطى بوكر تي وسكوت ستاينر فرصة لبطولة الفرق العالمية، وكفن ناش فرصة لبطولة الأساطير، في مهرجان فكتوري رود انتصر فريق المافيا في جميع مبارياته فحصلو على معظم البطولات وقام سموا جو بهزيمة القائد السابق ستنق، في هذه الفترة بدأت المافيا بالتحالف مع فرقة جديدة في الشركة هي «وورلد إليت World Elite» وقائدهم «إريك يونغ». في هارد جستس دافع آنغل عن بطولة العالم للوزن الثقيل ضد مات مورغن وستنق، وحصل سموا جو على بطولة قسم الـ× هكذا حصلت المافيا على جميع بطولات الذكور في TNA. في مهرجان No Surrender خسر آنغل بطولة العالم للوزن الثقيل لإيجي ستايلز في مباراة خماسية. وهزم مات مورغن في مهرجان Bound For Glory.

## معلومات في المصارعة
- ضربات قاضية
  - Angle Slam/Oylmpic Slam - أحيانًا من مكان مرتفع
  - Ankle Lock - أحيانًا تتبع بـ grapevining the opponent's leg
  - ـ Crossface chickenwing - استخدمت سنة 2000
- حركات مميزة
  - ـ Bodyscissors
  - ـ Double leg takedown, often transitioned into a pin or a suplex
  - ـ European uppercut
  - ـ Headbutt
  - ـ Moonsault
  - عدة أنواع ٍSuplex
    - ـ Bridging / Release belly to back
    - ـ Bridging / Release / Rolling German
    - ـ Overhead belly to belly, sometimes from the top rope

  - ـ Rear naked choke
- مدراء أعمال
  - بوب بكلن
  - بول هيمن
  - شين مكمان
  - ستفناي مكمان
  - ترش ستراتس
  - لوذر رينقس
  - دافييرا
  - تامكو
  - كارين آنغل
  - كفن ناش
  - فرانك ترق

## البطولات والإنجازات

### في المصارعة الحرة
- في Cauliflower Alley Club
  - جائزة الأسطورة المستقبلية (2000)
- في Inoki Genome Federation
  - بطولة IWGP الثالثة (مرة واحدة)
- في Power Pro Wrestling
  - بطولة PPW للوزن الثقيل (مرة واحدة)
- في Pro Wrestling Illustrated
  - أفضل عودة للعام (2003)
  - أفضل أداء للعام (2000) ضد تربل اتش
  - أفضل أداء للعام (2003) ضد بروك ليسنر
  - أفضل أداء للعام (2007) ضد سموا جو
  - أفضل مباراة للعام (2003) ضد بروك ليسنر في مباراة الرجل الحديدي مدة 60 دقيقة في سماك داون 16 سبتمبر
  - أفضل مباراة للعام (2005) ضد شون مايكلز في wrestlemania 21
  - أكثر مصارع مكروه للعام (2000)
  - أفضل مصارع يلهم المصارعين للعام (2001)
  - أكثر المصارعين شعبية للعام (2003)
  - أفضل مصارع للعام (2003)
  - تم تعليمه رقم #1 من أفضل 500 مصارع منفرد
- في Total Nonstop Action Wrestling
  - بطولة TNA العالمية للوزن الثقيل (3 مرات)
  - بطولة الفرق العالمية (مرة واحدة)_ مع ستنق
  - بطولة قسم الـ (X) (مرة واحدة)
  - الفائز بمباراة ملك الجبل (2007-2009)
  - أفضل عداء للعام (2006) ضد سموا جو
- في World Wrestling Federation / World Wrestling Entertainment
  - بطولة WCW للولايات المتحدة (مرة واحدة)
  - بطولة WCW العالمية للوزن الثقيل (مرة واحدة)
  - بطولة العالم للوزن الثقيل (مرة واحدة)
  - بطولة WWF/E ـ (4 مرات)
  - بطولة WWF الأوربية (مرة واحدة)
  - بطولة WWF للمباريات الدموية (مرة واحدة)
  - بطولة WWF للقارات (مرة واحدة)
  - بطولة WWE للفرق (مرة واحدة) ـ مع كريس بنوا
  - ملك الحلبة (2000)
- في Wrestling Observer Newsletter awards
  - أفضل مقابلة (2000)
  - أفضل شخصية (2002)
  - أفضل مصارع تقني (2002)
  - أفضل عداء للعام (2003) ضد بروك ليسنر
  - أفضل مباراة للعام ـ مع كريس بنوا ضد إيدج وري مستيريو
  - أفضل مصارع للعام (2002)

## وصلات خارجية
- كيرت أنغل على موقع IMDb (الإنجليزية)
- كيرت أنغل على موقع ألو سيني (الفرنسية)
- كيرت أنغل على موقع ميوزك برينز (الإنجليزية)
- كيرت أنغل على موقع أول موفي (الإنجليزية)
- كيرت أنغل على موقع إن إن دي بي (الإنجليزية)
- كيرت أنغل على موقع ديسكوغز (الإنجليزية)
- كيرت أنغل على موقع قاعدة بيانات الفيلم (الإنجليزية)
- كيرت أنغل على موقع كينوبويسك (الروسية)
- كيرت أنغل على موقع قاعدة بيانات المصارعة الدولية (الإنجليزية)
- كيرت أنغل على موقع دبليو دبليو إي (الإنجليزية)
- كيرت أنغل على موقع WrestlingData.com (الإنجليزية)
- كيرت أنغل على موقع CageMatch worker (الإنجليزية)
- كيرت أنغل على موقع قاعدة بيانات المصارعة على الإنترنت (الإنجليزية)
- كيرت أنغل على موقع عالم المصارعة على الإنترنت (الإنجليزية)
- كيرت أنغل على موقع عالم المصارعة على الإنترنت (الإنجليزية)
- كيرت أنغل على موقع اللجنة الأولمبية الدولية (الإنجليزية)
- كيرت أنغل على موقع أوليمبيديا (الإنجليزية)

- موقع كرت آنغل الرسمي نسخة محفوظة 13 يونيو 2006 على موقع واي باك مشين.